# سوق قريعة

سوق قريعة أو السوق الجديد المعروف أيضا باسم السوق المسقف واحد من أسواق مدينة صفاقس العتيقة.

## موقعه
يقع خارج أسوار مدينة صفاقس الشمالية أمام باب الجبلي. هو أساسا موطن لمحلات النسيج، والأجهزة المنزلية والجزارين.

## تاريخه
تم تصميم السوق من قبل المهندس المعماري الفرنسي برنارد زهرفوس بمكان كان يدعى ” إذريع كلاب”. هذا الأخير كان في أول القرن العشرين سوقا لبيع التبن والحطب والفحم ومناشر لبيع الفخار الجربي والأثاث القديم، وغرف بسمعته السيئة. حتى أن بوبكر عبد الكافي وصفه هي كتابه ب«أعظم معرة ومنقصة في تاريخ صفاقس القديمة».
وقد افتتح السوق الجديد في عام 1952. في عام 2000، تم تصنيفه معلما تاريخيا وطنيا من قبل المعهد الوطني التراث.
هذا السوق يحمل اسم المقاول، والبناء الرئيسي محمد قريعة.

## هندسته
سوق قريعة فضاء مغطى ذو شكل خماسي غير منتظم مع أربعة أجنحة مقببة ومدخل ضخم به قبة ضخمة. وهو يحيط بسوق الحوت من كل الجهات.
بعد الحرب العالمية الثانية، وبسبب النقص الكبير في مواد البناء (الحديد والأسمنت، الخ) خير محمد قريعة استخدام المواد المحلية لبناء السوق. وهكذا بني عل الطريقة التقليدية بالحجارة المحلية والجير. وبالنسبة للسقف، فأنجزت القباب والبراميل بالطوب الطيني، وتستريح على أقواس كبيرة مكسورة قليلا.

كل هذه التفاصيل تعزز المشهد والتكامل الجمالي للسوق في بيئته، لدرجة أنه لا يزال ينظر إليه على أنه امتداد للمدينة. إن هذا المبنى متكامل بشكل جيد في بيئته، وهو عنصر لا ينفصل في المشهد الحضري لمركز صفاقس.

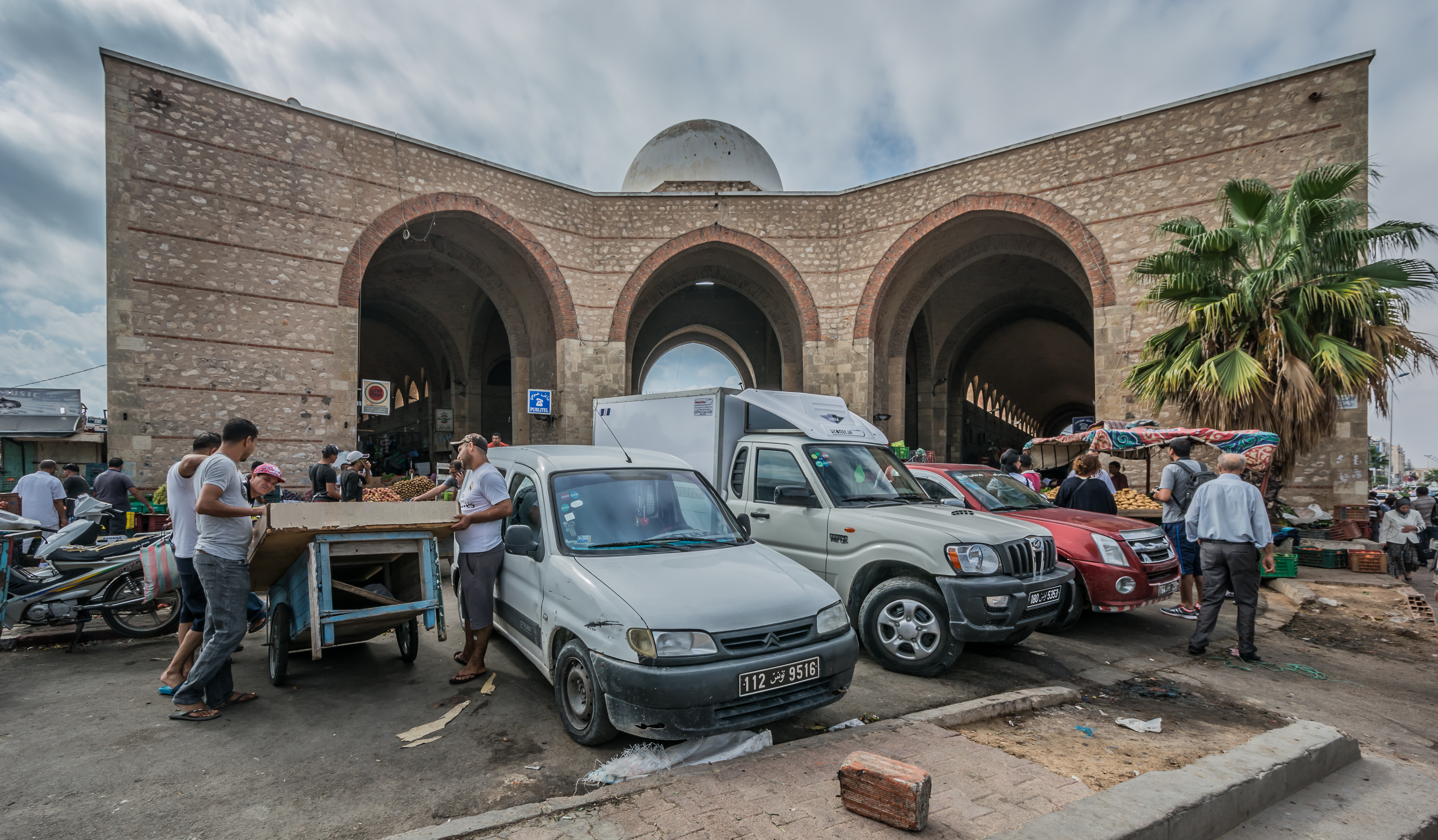
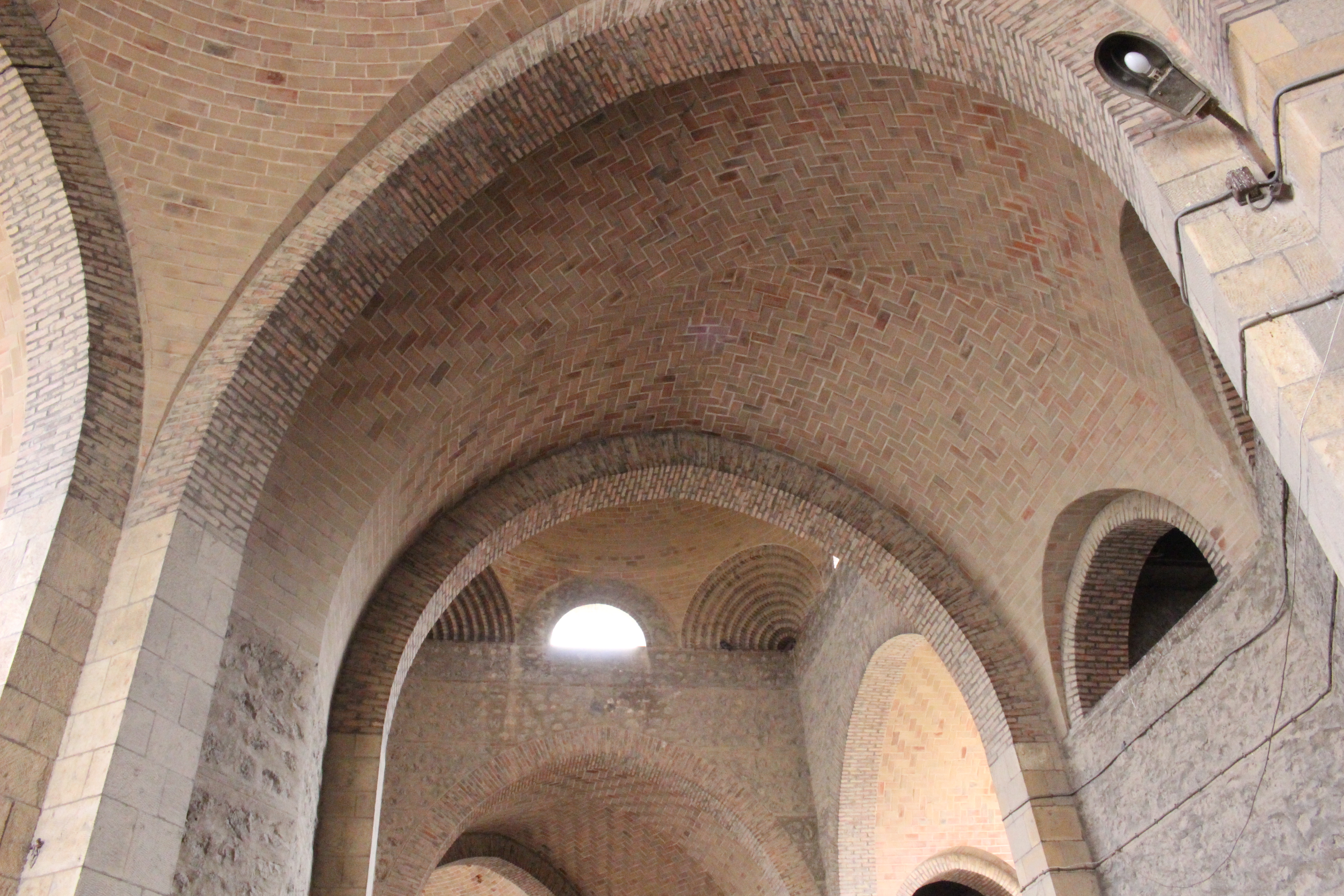
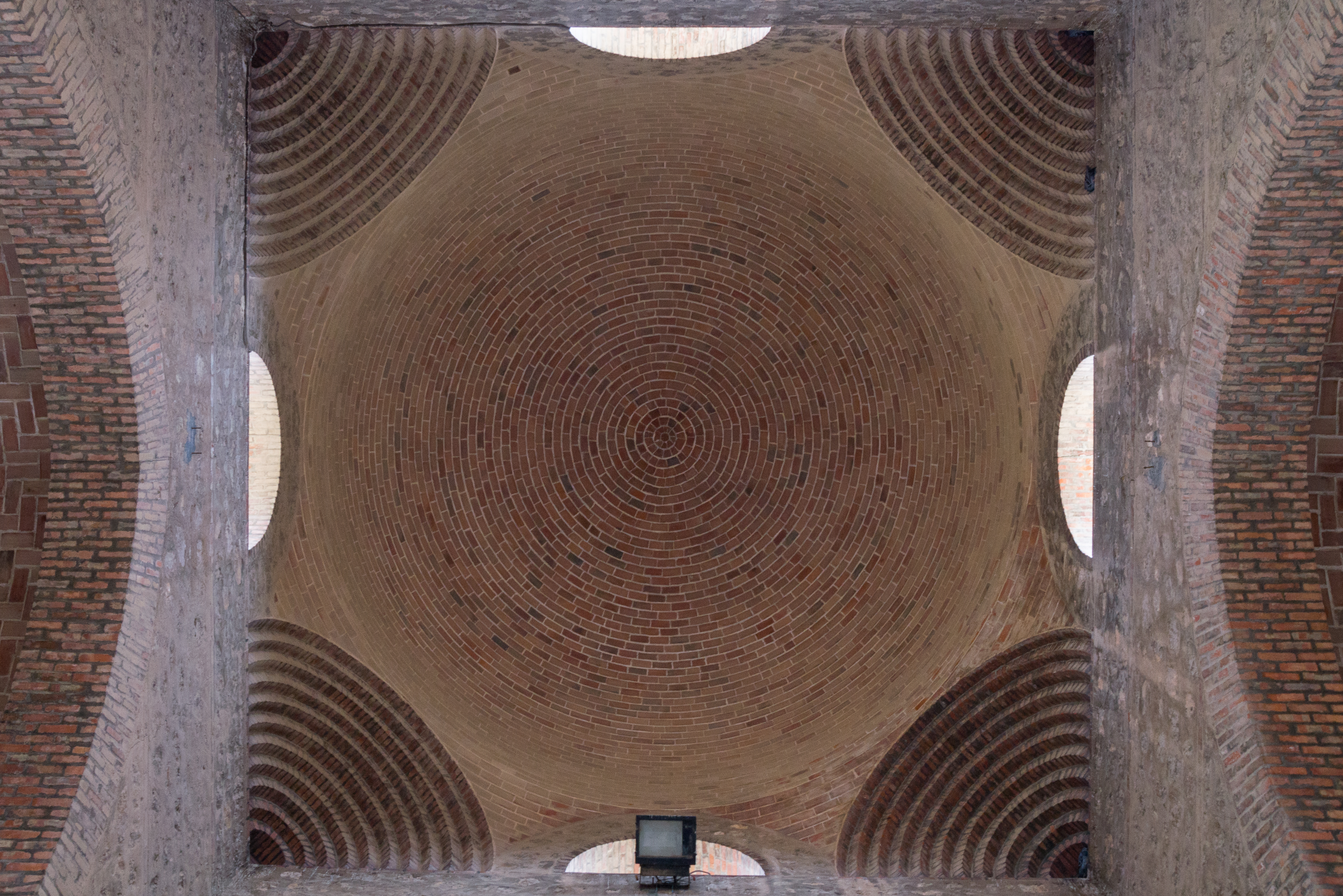